# Sander Terphuis
Sander Terphuis (* 1972 in Teheran als Ahmad Queleich Khany (حمد قلیچ خانی)) ist ein niederländisch-iranischer Flüchtling, Rechtsanwalt, ehemaliger Profi-Ringer und ein prominentes Mitglied der Partij van de Arbeid. Terphuis ist sehbehindert, auf einem Auge sieht er 6 %, auf dem anderen nur 1 %.

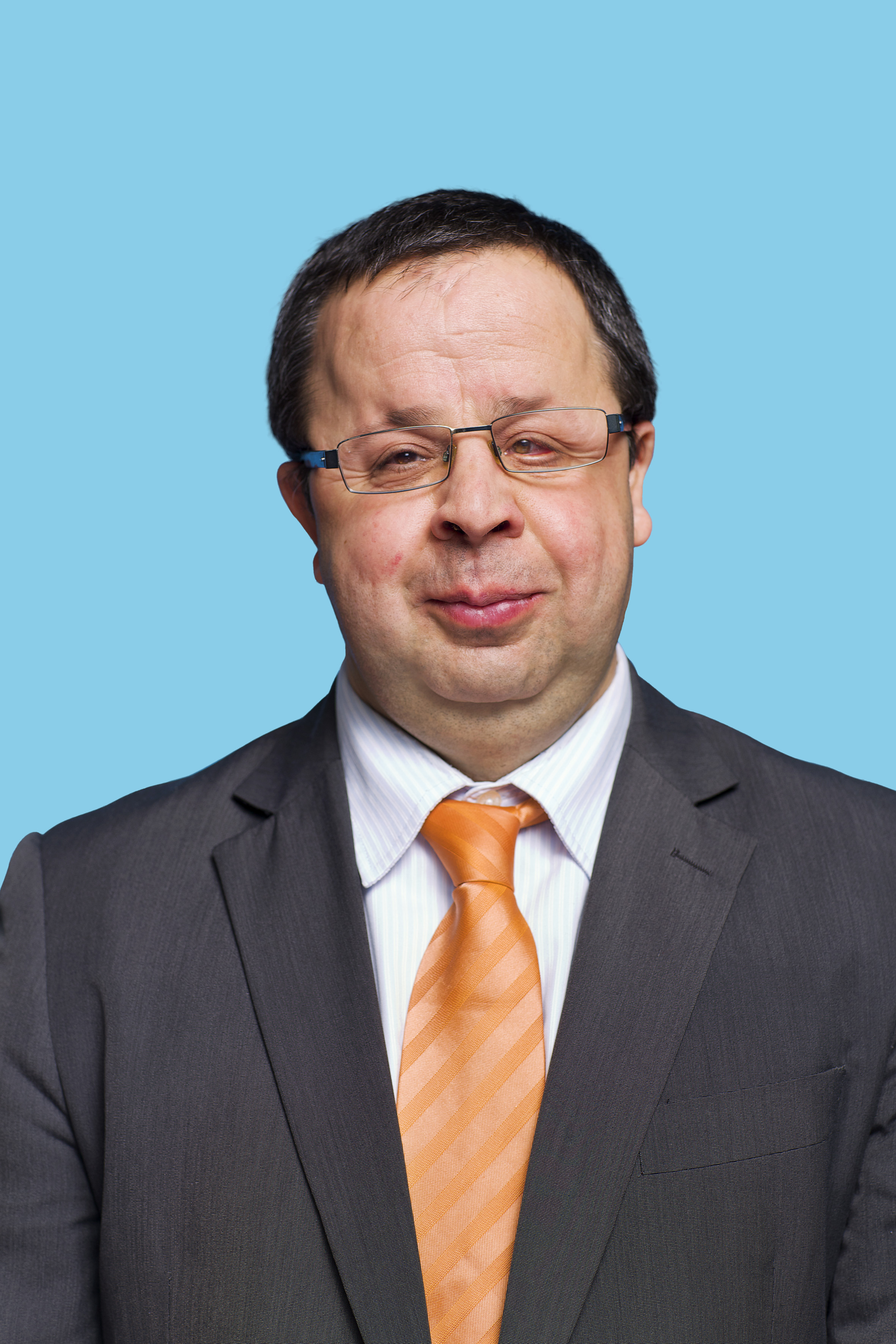
Sander Terphuis (2014)

## Leben
Terphuis wurde vom Iran im Jahre 1990 zu den Weltspielen der Behinderten in Assen delegiert. Er bat dort um Asyl und wurde 1995 eingebürgert. In der Folge musste er seinen iranischen Namen in einen niederländischen ändern. Er entschied sich für Terphuis, da dieser noch nicht existierte aber niederländisch (friesisch) klingt. Terphuis studierte Rechtswissenschaften an der Universität Utrecht und war Richter in Ausbildung. Er war tätig als Fachreferent in der Einwanderungspolitik des Ministeriums für Justiz und als Rechtsberater für die staatliche Verfassungskommission im Ministerium für Inneres und Königreichsbeziehungen.
Er war Bundesvorsitzender der niederländischen Vereinigung für Blinde und Sehbehinderte (NVBS) und Vizepräsident der Viziris, einer Organisation, die die Bedürfnisse von Blinden und Sehbehinderten vertritt. Bei der Parlamentswahl in den Niederlanden 2010 war er Kandidat der niederländischen Arbeitspartei. Er spielte im Jahr 2013 eine wichtige Rolle in der Debatte um die Kriminalisierung von illegalen Flüchtlingen. Im Jahr 2014 stand er auf der Kandidatenliste der Europawahl 2014. Seit 2011 schreibt er für Joop.nl.

## Schriften
- De Worstelaar. Prometheus, Amsterdam, 2015, ISBN 978-90-351-4288-6